# Галерея мистецтв Коркоран
Галерея мистецтва Коркоран (англ. Corcoran Gallery of Art) — приватний художній музей у Вашингтоні, який володів (до 2014 року) одним з найповніших зібрань американського мистецтва.
1869 року галерею заснував Вільям Вілсон Коркоране (англ. William Wilson Corcoran). Вона є одною з найстаріших приватних установ культури в столиці Сполучених Штатів. Основний акцент у галереї зроблено на американське мистецтво.
Спочатку галерея розташовувалася у будівлі на Пенсильванія-авеню, де нині міститься картинна галерея Renwick Gallery. Будівництво цього будинку почалося ще до початку Громадянської війни. Під час війни воно використовувалося як склад, а в 1874 році тут відкрилася галерея. До 1897 року колекція Галереї Коркорана перевищила площу цієї будівлі і було побудовано нову будівлю, яку спроєктував Ернест Флегг у стилі Бозар.
У 2014 році музей за рішенням суду (через фінансові проблеми) був ліквідований, його будівлю передано Університету Джорджа Вашингтона, а близько 17000 робіт художньої колекції поповнили Національну галерею мистецтв.